# Ein starkes Team: Kaviar Connection
Kaviar Connection ist ein deutscher Fernsehfilm von Krystian Martinek aus dem Jahr 1996. Es handelt sich um die dritte Folge der Krimiserie Ein starkes Team mit Maja Maranow und Florian Martens in den Hauptrollen.

## Handlung
Die Berliner Kriminalhauptkommissarin Verena Berthold übernimmt nach dem Mord an dem russischen Geschäftsmann Samarof die Leitung des Spezialeinsatzkommando, das sich die Observation des russischen Konsuls Valery Rosanof zur Aufgabe gemacht hat. Als der ehemalige Volkspolizist Sputnik in seiner neu eröffneten Kneipe überfallen und schwer verletzt wird, versucht sein bester Freund und Exkollege Otto Garber, den Tätern auf die Schliche zu kommen. Garber hängt sich so in dem Überfall auf Sputnik ein, dass er sogar seiner Dienstpflicht nicht nachkommt, sodass der Juwelier Glachowski zum weiteren Opfer der russischen Mafia wird. Kommissarin Berthold gerät daraufhin weiter unter Druck, der noch größer wird, als wenig später die Eiskunstläuferin Tatiana Dodin entführt wird. Otto Garber erklärt sich gegenüber seiner Kollegin Verena Berthold wegen seiner Nachlässigkeit. Er erklärt ihr, dass er eine Verbindung zwischen den Überfall auf Sputnik und der russischen Mafia sieht. Garber und Berthold gelingt es gemeinsam, die Eiskunstläuferin Dodin zu befreien.

## Drehorte, Erstausstrahlung
Kaviar Connection wurde in Berlin und Umgebung gedreht.
- Das Polizeipräsidium ist, wie in Folge 1, am Ernst Reuter Platz 8
- Konsul Valery Rosanof residierte in der „Kasbaumschen Villa“ am Majakowskiring
- Tatiana wohnt am Spreebord beim Siemenssteg, sie trainiert im Erika-Heß-Eisstadion
- Der Biker-Treffpunkt wurde in der Berliner Straße 88 in Potsdam gedreht
- Sputnicks neue Kneipe war der „Goldbroiler – Mila Eck“ in der Schönhauser Allee 131
- Der Showdown wurde auf dem Gelände des Sowjetischen Ehrenmals im Treptower Park gedreht

Die Episode wurde am 9. März 1996 zur Hauptsendezeit im ZDF erstausgestrahlt.